# Consuelo Fernández
Consuelo Fernández (1797-1814) là một nữ anh hùng trong Chiến tranh giành độc lập của Venezuela. Sinh ra tại Villa de Cura, cô là em gái của Jose Félix Ribas. Vì nổi dậy làm cách mạng, cô bị cầm tù. Trong khi chờ đợi để được bắn tại quảng trường Villa de Cura, cha cô chạy đến ôm cô; cả hai đều bị bắn sau đó.